# Sukajaya (Pulau Besar)
Sukajaya is een bestuurslaag in het regentschap Bangka Selatan van de provincie Bangka-Belitung, Indonesië. Sukajaya telt 906 inwoners (volkstelling 2010).